# Træsmed
Træsmed kaldes en håndværker der fortrinsvis arbejder i træ som snedker, tømrer, bødker, karetmager, pianosnedker, ligkistesnedker, bådebygger, orgelbygger, guitarbygger, sløjdlærer m.fl., men også håndværkere, der delvis arbejder i træ, er med i denne kategori, eksempelvis glarmester, delvis murer og maler, som alle arbejder tæt sammen med træmændene.
Der knytter sig nogle slangudtryk til de forskellige fag: En bræddebisse og en bæslingsnedker er jysk for en tømrer (bæsling. betyder spiltov eller skillerummet mellem båse både i hestestald og svinesti). Bæslingsnedker eller bæslingtømrer er i Jysk Ordbog forklaret som en klamphugger, en håndværker der ikke har drevet det videre end til at slå simple brædder sammen. En menneskekonvolutmager, eller blot konvolutmager laver ligkister; det samme gør en menneskefutteralmager.

## Ordet og dets oprindelse
Træsmed er et gammelt nordisk ord, der ikke helt er gået i glemmebogen om det end har levet en noget tilbagetrukket tilværelse de sidste mange år. Træsmeden Hans Henning har virket på Bornholm i 50 år. Ordet er brugt på Vikingeskibmuseet i Roskilde, hvor det optræder på linje med stævnsmed og andre smede som skosmede, stensmede og ølsmede.
Ordet smed betyder i grunden blot håndværker, ikke kun på dansk, men også på latin og oldgræsk. Grækerne havde et andet udtryk dædalus eller daidalus (δαίδαλος), der mere betyder kunstner end håndværker. (Ordet findes i Ulysses). Det er efter legenden ham, der har opfundet høvlen, Δαίδαλος (Daidalos).
Historisk kan det være vanskeligt at følge udviklingen, men der har givet været træsmede lige siden menneskehedens oprindelse. Træ er altid for hånden, men det bevares kun under særligt gode omstændigheder i jorden.
I vikingetiden og senere var smeden en universalhåndværker. Det fremgår bl.a. af det værktøj der er fundet både her i landet og i andre dele af Skandinavien.

## Skriftlige vidnesbyrd
De skriftlige kilder viser ikke, hvornår der fandt en egentlig specialisering sted mellem de forskellige grene, men man kan gå ud fra at tømreren, der på landet i meget lang tid blev kaldt hugger, meget tidligt har været en, der især havde med fx tagkonstruktioner at skaffe, og måske også har haft fingrene med ved rejsning af bul- og stavhuse. Skibs- og bådebyggere har heller ikke været de rene amatører eller tilfældigt sammenløbne husflidsfolk. Vikingetidens skibe er højt udviklede og bygger på stor erfaring og tradition, der gik henved 1000 år tilbage – århundrederne efter Kristi fødsel. Drejere har vi haft, i hvert fald i byerne, der udviklede sig fra 800-tallet, hvorimod snedkere først er kommet til i løbet af middelalderen, da der opstod behov for møbler, hvoraf de første  især var kister til opbevaring af bl.a. tøj. Hjul- og vognmagere har i nogen grad været til; det kræver ekspertise at fremstille et hjul, med det udelukker ikke at eksperterne har haft mere end ét arbejdsområde. Hvorvidt der har været tale om en faglig uddannelse af disse håndværkere er usikkert, ja vel i grunden usandsynligt, men på en eller anden vis har de fået lært deres virke før laugene.

## Eksempler på træhåndværk
Træskomageri krævede ikke en egentlig uddannelse, blot lidt værktøj som den lokale smed har kunnet fremstille, og så naturligvis en smule håndelag der har kunnet erhverves efter en kort oplæring. Til gengæld ved vi ikke, hvornår man begyndte at fremstille træsko.
Billedskæreri er derimod et kunsthåndværk der er nærmere billedhuggeri end snedkeri. Det blomstrede allerede i middelalderen.
I dag er mange træsmedefag uddøde eller på vej bort. Maskiner har inden for det sidste århundredes løb overtaget meget af det der før blev fremstillet ved høvlebænken.
Men mange pessimistiske spådomme er blevet fremsat i tidens løb. En af dem stod i den hedengangne Snedkeren, organ for Snedkerforbundet. På en tegning af en gravsten stod:
Her hviler de sidste snedkere. De levede af træ og døde af plastic

## Ekstern Henvisning
- Wikimedia Commons har flere filer relateret til Træsmed
- http://www.baskholm.dk/haandbog/haandbog.html Arkiveret 16. september 2008 hos  Wayback Machine
- http://www.jyskordbog.dk/ordbog/ Arkiveret 4. april 2005 hos  Wayback Machine

| Job | Spire Denne artikel om et job eller en stillingsbetegnelse er en spire som bør udbygges. Du er velkommen til at hjælpe Wikipedia ved at udvide den. |